# Cacopsylla propinqua
Cacopsylla propinqua är en insektsart som först beskrevs av Schaefer 1949.  Cacopsylla propinqua ingår i släktet Cacopsylla och familjen rundbladloppor. Arten är reproducerande i Sverige. Inga underarter finns listade i Catalogue of Life.